# Lukas Kister
Lukas Kister (* 28. August 1998 in Dortmund) ist ein deutscher Handballspieler.

## Laufbahn
Kister begann beim ASC 09 Dortmund, spielte bis zur B-Jugend bei der Ahlener SG und wechselte 2014 zu GWD Minden. Dort spielte er in der A-Jugend-Bundesliga und für die zweite Mannschaft in der 3. Liga. Ab der Saison 2017/18 besaß er einen Profivertrag für die Bundesliga-Mannschaft, für die er bereits als Jugendspieler am 28. Mai 2016 beim TV 1893 Neuhausen in der 2. Bundesliga debütierte. Seit der Saison 2019/20 läuft er für den VfL Eintracht Hagen auf. Im Jahr 2021 stieg er mit Hagen in die 2. Bundesliga auf. 2022 wurde sein Vertrag nicht verlängert. Seitdem spielt er für deren Reserve.
Kister war ab 2016 Junioren-Nationalspieler und erreichte bei der U-18-Europameisterschaft im selben Jahr mit der deutschen Nationalmannschaft den 3. Platz. 2018 konnte er den Erfolg bei der U-20-Europameisterschaft wiederholen.

## Erfolge
- Bronze bei der U-18-Europameisterschaft 2016
- Bronze bei der U-20-Europameisterschaft 2018